# Xã Gilmore, Quận McHenry, Bắc Dakota
Xã Gilmore (tiếng Anh: Gilmore Township) là một xã thuộc quận McHenry, tiểu bang Bắc Dakota, Hoa Kỳ. Năm 2010, dân số của xã này là 13 người.